# Bengala
Bengala (en bengalí: বঙ্গ, Bôṅgoⓘ) es una región situada en el noreste del subcontinente indio. Hoy en día está dividida en dos: la República de Bangladés y el estado de Bengala Occidental (en la República de la India).
En la India, la antigua Bengala pertenece al estado de Bengala Occidental, aunque algunas zonas que formaron parte de la antigua región existente en el periodo del Imperio británico están ahora en los estados de Bihar, Tripura y Orissa.
La historia de Bengala puede dividirse en gran parte de acuerdo a la religión que profesaron sus gobernantes.

## Historia antigua

### Magadha
Desde el siglo VI a. C., la mayor parte de Bengala formaba parte del poderoso reino de Magadha, un antiguo reino indoario de la antigua India, mencionado (como Vanga) tanto en el Ramáiana como en el Majábharata.
También era uno de los cuatro reinos principales de la India en la época de Buda, que se desarrollaron durante los “reinados” de Bimbisara (c. 544 a 491 a. C.) y su hijo Ayata Satru (c. 491 a 460 a. C.). Magadha se expandió hasta incluir la mayor parte de las regiones de Bijar y Bengala.
Según la tradición, en esta época Magadha era uno de los 16 mahā jana pada (en sánscrito mahā: ‘gran’; jana: ‘gente, pueblo’; pada: ‘sección, organización, comunidad’), sociedades republicanas, como Rajakumara.
El término janapada (comunidad popular) se opone a rājya, ‘reino’ (hereditario, absolutista, antidemocrático) y probablemente fue utilizado como término peyorativo por los enemigos de este sistema.
Cada aldea (grāmaka) tenía su propia asamblea. La administración estaba dividida en funciones ejecutivas, judiciales y militares.
El rey Bimbisara tenía buenas relaciones tanto con los jainistas como con los budistas, aunque trató de mantener fuera de su reino las nuevas ideas occidentales del brahmanismo (más xenófobo y misógino que las otras dos religiones) y suspendió los cobros en el cruce de los ríos para todos los ascetas (incluso los hinduistas), desde una ocasión en que Buda no pudo cruzar el río Ganges porque no tenía dinero para pagarle al barquero.

### Alejandro Magno
En el año 326 a. C., el ejército de Alejandro Magno llegó hasta la frontera occidental de Magadha. El ejército —exhausto y atemorizado con la idea de encontrarse en el río Ganges con algún otro inmenso ejército indio— se amotinó en el río Hyphasis (actual río Beas) y se negaron a marchar más al este. Alejandro, después de dialogar con su oficial Coenus, se convenció de que lo mejor era retornar a Macedonia.
Magadha fue la sede del imperio Mauria —fundado por Chandragupta— que bajo Ashoka el Grande se extendía prácticamente por todo el sur de Asia y partes de Irán y Afganistán. Más tarde formó parte del poderoso Imperio gupta, que ocupó la misma zona.
Una de las primeras referencias históricas extranjeras de Bengala aparece en el año 100 a. C. cuando la región aparece citada por los griegos como Gangaridai. Se cree que el término procede de la palabra Ganga-hridai (literalmente en bengalí ‘corazón del río Ganges’ o ‘tierra con el Ganges en su corazón’) y se cree que hace referencia al área de Bengala.

Gandaridai, una nación que posee el número más grande de elefantes y es la más grande en tamaño.

Diodoro Sículo (c. 90 a. C. al 30 a. C.)

### Budistas
Bengala se convirtió en una entidad política en el siglo VII, época en la que gobernó el primer rey independiente de Bengala, Shashanka (cuyo reinado comenzó aproximadamente en el 606 de nuestra era).
El primer rey de la dinastía budista de los Pala, el rey Gopala I, llegó al poder en el año 750 en Gaur tras un proceso electoral. Este hecho está reconocido como el primer evento democrático en Asia del sur desde los maha jana pada. Los reyes más poderosos de esta dinastía, Dharmapala (que reinó entre el 775 y el 810) y Devapala (que reinó entre el 810 y el 850) unificaron Bengala e hicieron que la familia Pala se convirtiera en una de las dinastías más importantes de la India. Fue una época de desarrollo del idioma y la literatura bengalí, la agricultura floreció y aumentó el comercio. La dinastía entró en declive durante el reinado de Naráian Pala (entre 854 y 908), lleno de excesos administrativos y luchas intestinas.
Durante el reinado de Majipala I (977-1027) la dinastía tuvo un pequeño renacimiento que finalizó con la guerra contra la poderosa dinastía Chola. El ascenso de la dinastía Chandra aceleró el declive de los palas. El último rey de esta dinastía, Madanpala, murió en 1161.

### Hinduistas
La dinastía Malla surgió en Bengala en el siglo VII. Al contrario que los palas y los chandras (que eran budistas), los mallas profesaban el hinduismo. Construyeron templos y espectaculares monumentos religiosos durante su reinado en Bengala.
Bajo la Dinastía Sena, que duró desde 1095 hasta 1260, el bengalí empezó a ser un importante idioma en el norte de la India y el hinduismo empezó a desplazar al budismo como religión principal.

### Musulmanes
La invasión de la India por parte de ejércitos provenientes de Turkmenistán se produjo a principios del siglo XIII. Los invasores (liderados por Muhammad Bajtiar Jalyi) derrotaron al anciano rey Lakshman Sen en su capital Nábadwip en el año 1203 o 1204. La familia Deva, última dinastía hinduista que gobernó Bengala, reinó brevemente la zona este de la región y fueron derrocados a mediados del siglo XIV.
Durante los inicios del periodo musulmán, el antiguo reino se convirtió en el sultanato de Bengala, gobernado de manera intermitente desde el sultanato de Delhi.
En esa época vivió el santo bengalí Chaitania (1486-1534), nacido en el pueblo de Nabadwip, que impulsó una rama del krisnaísmo (que ya se había difundido por toda la India), la doctrina gaudía (de Gauda: ‘[tierra de la] caña de azúcar’, Bengala).
Los caóticos vaivenes del poder entre los sultanes afganos y turcos llegaron a su fin cuando el imperio mogol se estableció en Bengala durante el siglo XVI.
En 1534 el líder afgano Sher Shah Suri (también conocido como Farid Khan, un hombre de gran talento militar y político) derrotó a las fuerzas mogoles, muy superiores, lideradas por Humayun, en Chausa (1539) y Kannauj (1540). Sher Shah avanzó hasta capturar las ciudades de Delhi y Agra y estableció el reino bengalí más poderoso y amplio que jamás ha existido, abarcando hasta el Panyab. Sus habilidades administrativas facilitaron los trabajos públicos, incluyendo la reconstrucción de la Grand Trunk Road, la primera gran carretera en toda la región que unía Sonargaon (en Bengala) con Peshawar (en el Hindu Kush). Sher Shah gobernó hasta su muerte en 1545, aunque esos cinco años de reinado han tenido una poderosa influencia en la sociedad, la política, la economía y el imaginario de la India.

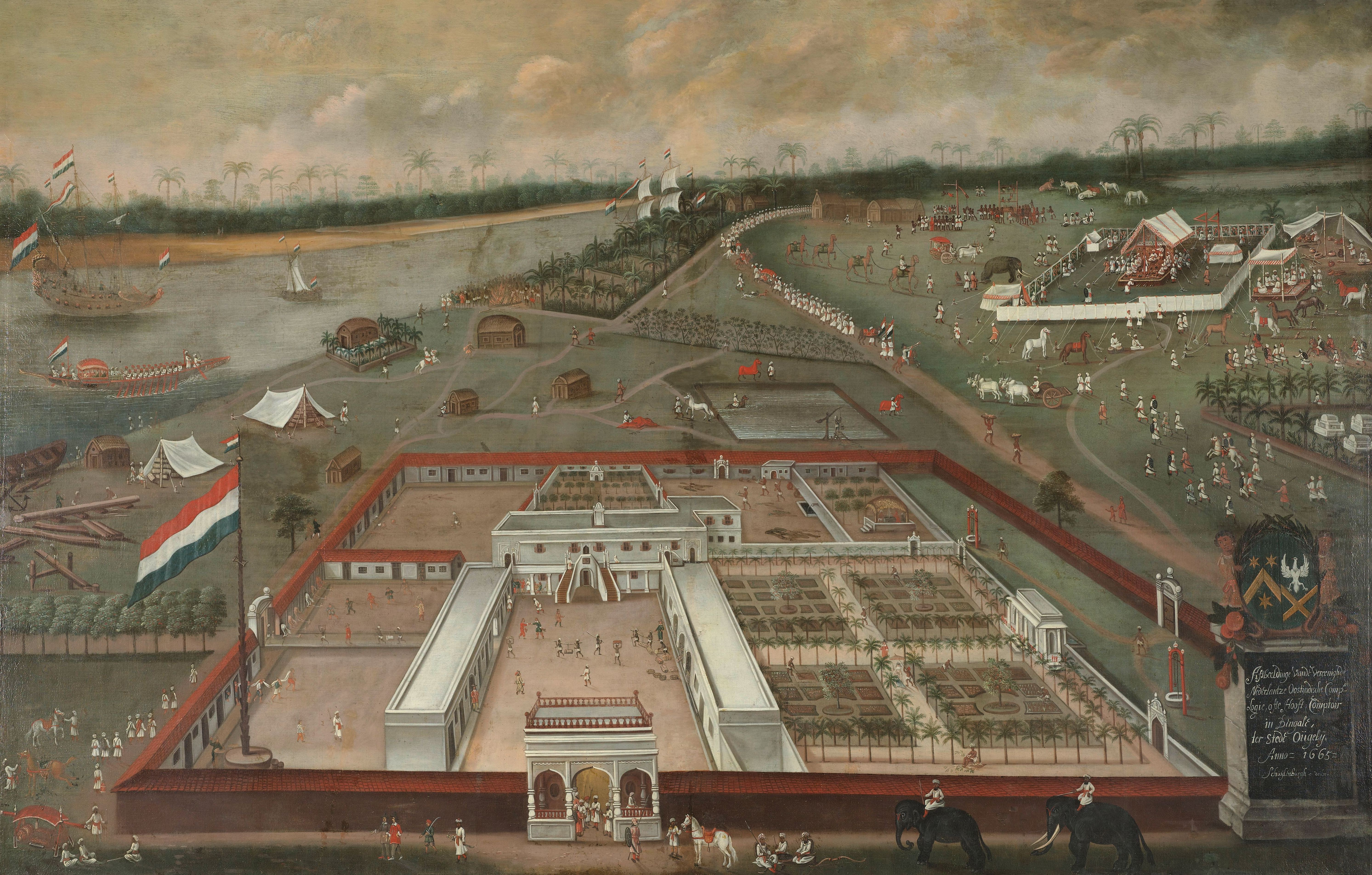
Fábrica de la Compañía Holandesa de las Indias Orientales en Hugli-Chuchura, Bengala, 1665

El sucesor de Sher Shah no tenía ninguna de sus habilidades administrativas y su imperio perdió fuerza. Humayun vio la oportunidad de restablecer su imperio y, en 1554, conquistó Lahore y Delhi. La muerte de Humayun en 1556 llevó a la ascensión de Akbar, el mayor emperador mogol, que derrotó a los gobernantes Karani de Bengala en 1576 y reinó por medio de gobernadores. El reinado de Akbar fue una época de gran prosperidad en Bengala y todo el norte de la India.
La prosperidad de Bengala impresionó tanto a los mogoles que llegaron a llamar a la región el «paraíso de las naciones». La corte imperial mogol estableció diversos gobernadores para administrar la región lo que llevó a cuatro décadas de semiindependencia de la región bajo el gobierno de nawabs. Los nawabs dieron permiso a la Compañía Francesa de las Indias Orientales para que se estableciera un punto de comercio en Chandernagore (en 1673) y a la Compañía Británica de las Indias Orientales para que hiciera lo mismo en Calcuta (en 1690).

## Imperio británico

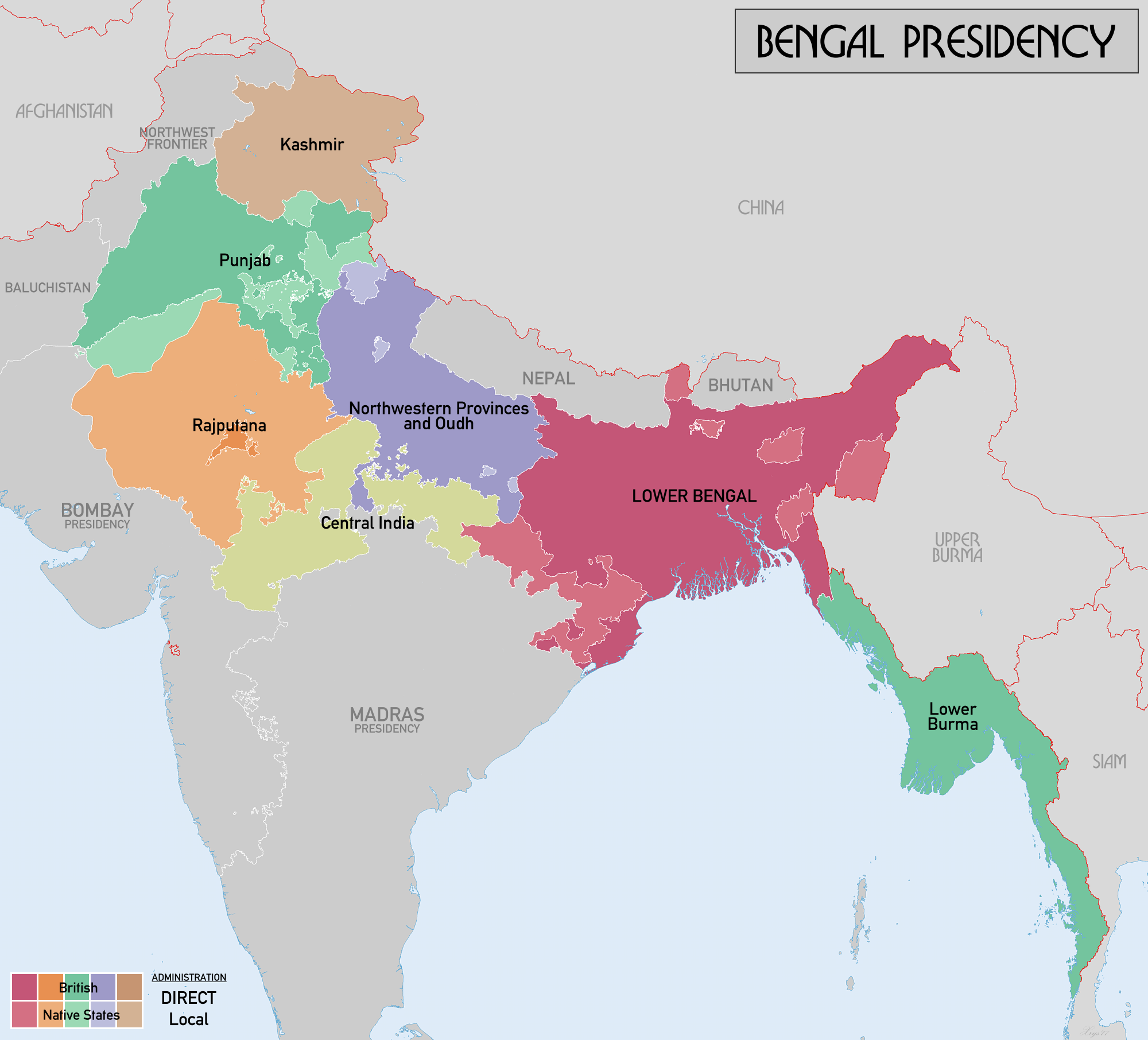
Presidencia de Bengala en 1858.

Cuando la compañía británica empezó a endurecer sus defensas en Fort William (en Calcuta) el nawab Siraj Ud Daulah, animado por los franceses, atacó. Las tropas británicas y sus aliados locales capturaron Chandernagore en marzo de 1757 y derrotaron a los nawab el 23 de junio de 1757.
Los británicos establecieron a su propio nawab títere en Bengala y extendieron su control hacia el sur. Chandernagore fue devuelto a los franceses en 1763. Los bengalíes intentaron recuperar su territorio en 1763 estableciendo una alianza con el emperador mogol Sha Alam II pero fueron derrotados de nuevo en 1765. El centro comercial y cultural del norte de la India pasó de Delhi a Calcuta al caer el imperio mogol.
Bengala se convirtió, a partir de 1850, en uno de los principales centros de la industria y el comercio indio, concentrado básicamente en Calcuta. La mayoría de la población permaneció, sin embargo, dependiente de la agricultura, ajenos al liderazgo que ejercía la zona en la actividad política e intelectual de la India.
En 1905 la región de Bengala fue dividida por los británicos en dos provincias: la del oeste, de mayoría hindú (que incluía los actuales estados de Bihar y Orissa) y la del este (incluyendo el actual Assam) de mayoría musulmana. Este proceso político es conocido como la Primera partición de Bengala. Los nacionalistas indios vieron en esta acción una división de la unidad de una zona, unida por el lenguaje y la historia. Tras diversos altercados violentos, los británicos reunificaron Bengala en 1912 y convirtieron Bihar y Orissa en una provincia separada.

## Independencia

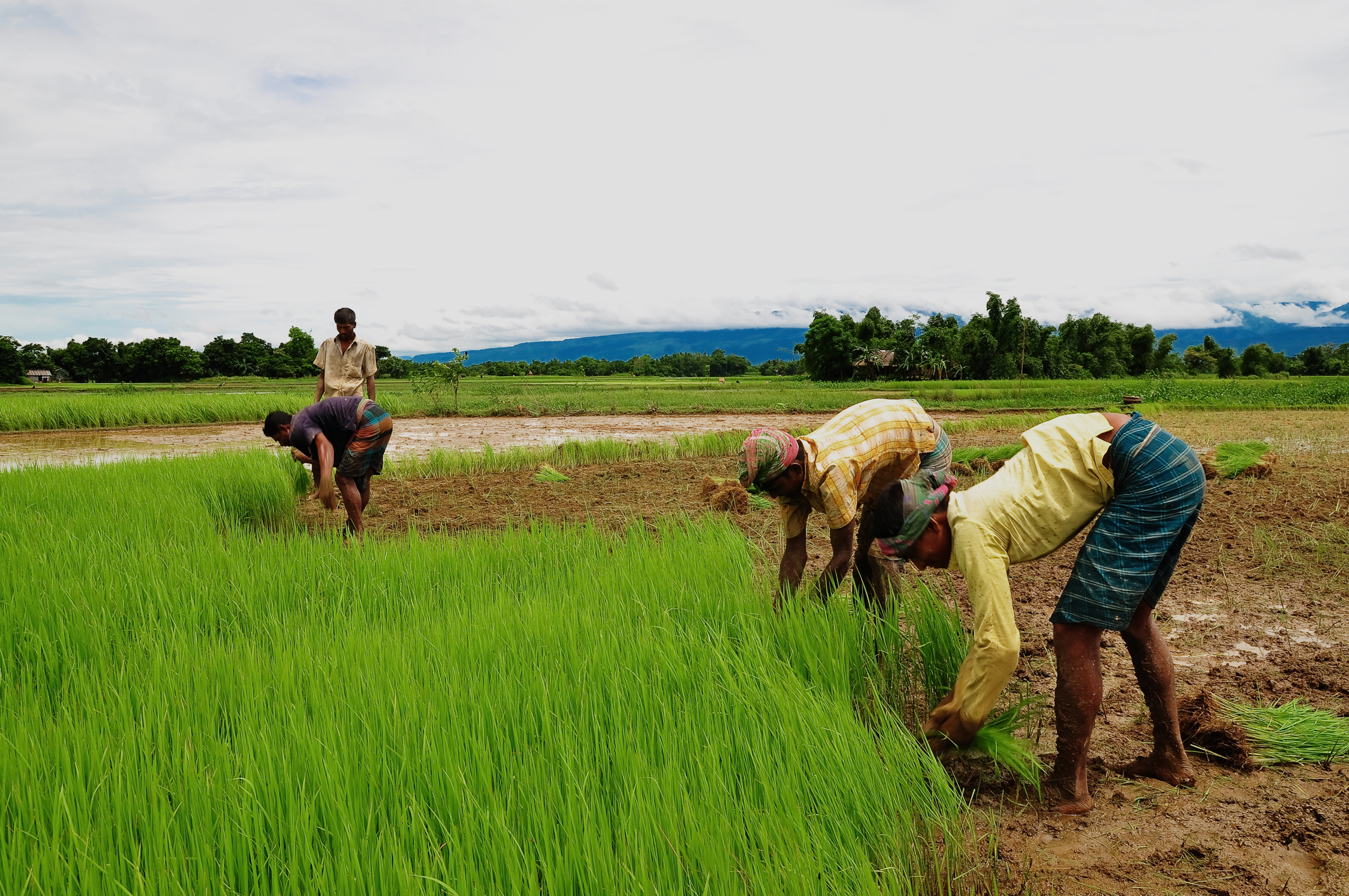
Bangladés

Con la división de la India británica en dominios hindúes y musulmanes en 1947, Bengala se dividió de nuevo en dos: el estado de Bengala Occidental (hindú) y la región de Bengala Oriental (musulmana), bajo dominio de Pakistán. El proceso se conoce como la Segunda partición de Bengala. En 1958 la zona se renombró como Pakistán Oriental.
Pakistán del Este posteriormente se rebeló contra el gobierno militar pakistaní y —tras una guerra de independencia sostenida en 1971— se convirtió en la república independiente de Bangladés que significa ‘país de Bengala’ (Bangla: Bengal; deśa: ‘región’). La parte occidental de Bengala siguió perteneciendo a la India. Sin embargo, cultural y sociológicamente, las dos zonas de Bengala comparten más que un idioma común.
Bengala experimentó dos hambrunas terribles que costaron numerosas víctimas: la primera en 1770 (apenas a cinco años de comenzado el reinado de los británicos) murió la tercera parte de la población de Bengala, en lo que proporcionalmente ha sido una de las hambrunas más grandes del mundo). La segunda fue en 1943 (durante la Segunda Guerra Mundial), por responsabilidad directa del Imperio Británico en que murieron entre tres  y siete millones de bengalíes.
Sin embargo, la gente de Bengala ha sido capaz de superar estos desastres y reconstruir su tierra en lo que el poeta Rabindranath Tagore describió como la "Bengala dorada".